# Hygrocybe chlorophana
Hygrocybe chlorophana là một loài nấm mang thuộc họ Hygrophoraceae. Loài này đã được đặt tên tiếng Anh của sáp vàng ở Anh. Loài này cũng có sự phân bố chủ yếu ở vùng ôn đới phía bắc, xuất hiện ở đồng cỏ ở châu Âu và trong các rừng ở khu vực Bắc Mỹ và Bắc Á. Nó cũng đã được báo cáo xuất hiện ở các khu vực miền núi phía nam Australia. Nó thường sản xuất basidiocarps (cơ thể quả) vào mùa thu. Ở một số nước châu Âu, H. Chlorophana là mối quan tâm bảo tồn của mỗi nước, xuất hiện trong danh sách đỏ quốc gia về các loại nấm bị đe dọa. 

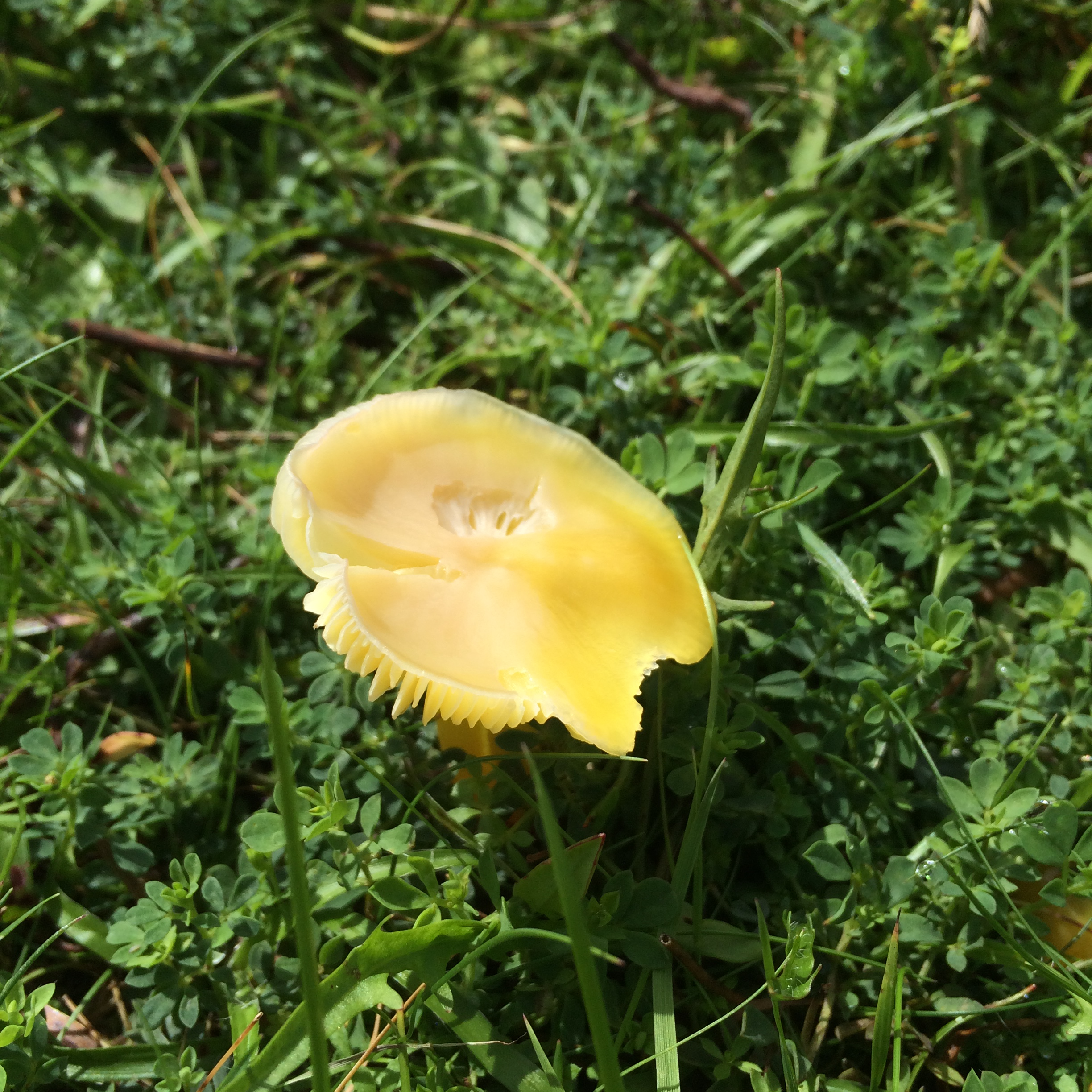
Hygrocybe chlorophana, Merthyr Tydfil

## Phân loại
Loài này được mô tả lần đầu tiên vào năm 1821 bởi nhà khoa học người Scandinavi Elias Magnus Fries, với tên khoa học là Agaricus chlorophanus, dựa trên các mẫu vật được thu thập tại địa phương ở Thụy Điển. Năm 1877, nhà nấm học người Đức Friedrich Otto Wünsche đã chuyển nó sang chi Hygrocybe. Các cách gọi cụ thể xuất phát từ tiếng Hy Lạp (= xanh nhạt) + φαίωω (= tôi xuất hiện), mặc dù không rõ tại sao Fries chọn biểu tượng này, sau đó được ông mô tả cơ thể quả của nó là "flavus" (tiếng Latin = màu vàng).
Gần đây, phân tử nghiên cứu dựa trên cladistic phân tích trình tự DNA, đã gợi ý rằng Hygrocybe chlorophana thuộc trong nhóm nòng cốt của nhóm Hygrocybe sensu stricto.

## Sự bảo tồn

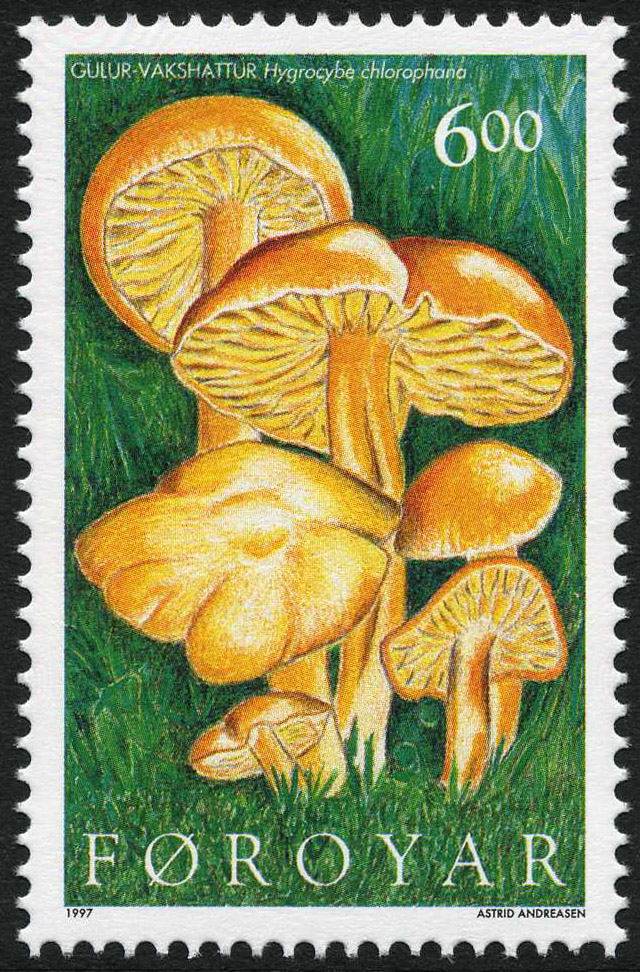
H. chlorophana trên tem Quần đảo Faroe

Ở châu Âu, Hygrocybe chlorophana là loài điển hình của đồng cỏ waxcap, nhưng môi trường sống đang bị suy giảm do thay đổi tập quán nông nghiệp. Mặc dù được coi là một trong những loài phổ biến trong chi, sáp vàng đã được xuất hiện trong danh sách đỏ quốc gia chính thức hoặc tạm thời của các loại nấm bị đe dọa ở một số nước châu Âu, bao gồm Đức (Bavaria), Ba Lan, và Thụy Sĩ. Năm 1997, loài này được xuất hiện trên tem bưu chính do Quần đảo Faeroe phát hành.